# MTV Japão
MTV Japão é a versão japonesa da MTV no Japão. É uma subsidiária da MTV Networks, e foi lançado em 24 de dezembro de 1992. Ele pode ser visto na televisão a cabo, na SKY PerfecTV!, SKY PerfecTV!E2 e MobaHo!. 

## História
Em 1992, Music Channel, Inc. adquiriu uma licença da Viacom para transmitir com o nome da MTV. Notáveis VJs da época incluem Marc Panther e Ken Lloyd. 
Em 1998, Music Channel cancelou sua licença com a Viacom por causa da alta taxa de licença exigida. Consequentemente, a partir de 1999 a estação mudou seu nome para Vibe e mudou seu foco de conteúdo de música ocidental aos produtos da música nacional. Sem a marca MTV por trás disso, a concorrência dos outros canais, como Space Shower TV e Viewsic (apoiado pela Sony), levou para a estação sendo adquirida pela H&Q Asia Pacific em 2000. 
Também em 2000, a MTV Japan Broadcasting, Inc., uma empresa independente formada por grupos como o CSK e Sega, adquiriu uma licença de transmissão da SKY PerfecTV!. No entanto, nunca a empresa de transmissão, sob o nome da MTV, ela mudou seu nome para M-BROS e difundidos sob o nome de ambos DirecTV e SKY PerfecTV! até 30 de abril de 2002. 
Na sequência desta tentativa de usar o nome da MTV (e talvez por isso), Viacom, mais uma vez formado um contrato com a Music Channel, e criou um relançamento da MTV Japão em 1 de janeiro de 2001, desta vez sob a égide da MTV Networks e com a apoio ao capital da MTV. Music Channel, Inc. também alterou sua denominação social para a MTV Japan, Inc. 
O nome Vibe exerce a sua atividade na Internet, que foram desmembrada do canal como Vibe, Inc. Esta empresa foi integrada Bandai Networks em 2005. 
Há uma diferença marcante neste renascimento da MTV Japão, quando comparada à antiga MTV. A mais velha MTV Japão era focada em artistas estrangeiros, já que a atual MTV Japão concentra-se em artistas nacionais. Como resultado, o canal gerou críticas de defensores da velha MTV. No entanto, em março de 2006, a rede atraiu 6.000.000 espectadores.
Em agosto de 2006, a MTV Japão foi feita uma subsidiária completa da MTV Networks. Esta foi a consolidar as suas atividades com outras subsidiárias da Viacom no Japão, como a Nickelodeon Japão e o FLUX Digital Content Service.

## Programas
- M Size
- M Chat
- AFTER HOURS
- Wake-Up MTV!
- Sunrise Tune
- Sunset Tune
- Afternoon Tune
- Morning Tune
- Fresh
- World Chart Express
- PeeP
- Hot Picks
- Morning Hot Picks
- DANCELIFE
- Laguna Beach
- Tempura (Versão japonesa de Jackass)
- Korea Top 5
- International Top 50
- Japan Chart Top 10
- U.S Top 20
- U.K Top 10
- The Hills
- Punk'd
- Pimp My Ride
- 106 & Park: BET's Top 10 Live
- Carmen Electra's Sexy Body Lesson
- Classic Series
- MTV Video Music Awards Japan (VMAJ)
- Usavich